# Lijst van burgemeesters van Gieten
Dit is een lijst van burgemeesters van de voormalige Nederlandse gemeente Gieten in de provincie Drenthe tot 1 januari 1998. Op deze datum werden de voormalige gemeenten Anloo, Gasselte, Gieten en Rolde samengevoegd tot de nieuwe gemeente Aa en Hunze.
| Ambtsperiode | Naam burgemeester               | Partij of stroming | Bijzonderheden |
| ------------ | ------------------------------- | ------------------ | -------------- |
| 1811 - 1825  | Jan Braams                      |                    | [ 1 ]          |
| 1825 - 1849  | Hendrik Wilhelm Schummelketel   |                    |                |
| 1850 - 1860  | Claas Lamberts Kniphorst        |                    |                |
| 1860 - 1860  | Willem Meursinge                |                    |                |
| 1860 - 1879  | Jan Schummelketel               |                    |                |
| 1879 - 1892  | Jan Cornelis Noot               |                    |                |
| 1892 - 1916  | Arnold Willem Bouwmeester       |                    |                |
| 1916 - 1930  | Jacob Willem Arriëns            |                    |                |
| 1930 - 1958  | Gerhard Nijenhuis               |                    | [ 2 ]          |
| 1941 - 1943  | Hendrik Cool                    | NSB                |                |
| 1943 - 1945  | Ludolf Jan Zandt                | NSB                |                |
| 1945 - 1945  | Bertus Johannes Zoetemeijer     | NSB                |                |
| 1959 - 1962  | E.F. Albrecht                   | PvdA               |                |
| 1962 - 1969  | H.V. van Walsum                 | PvdA               |                |
| 1969 - 1979  | Christiaan Theodoor Spijkerboer | PvdA               |                |
| 1980 - 1986  | M.M. van den Brink              | PvdA               |                |
| 1987 - 1998  | Gerrit Oosting                  | PvdA               |                |